# الاتحاد الليبي لكرة القدم
الاتحاد الليبي لكرة القدم هو الاتحاد المسؤول عن إدارة نشاط كرة القدم في ليبيا. تأسس في في عام 1962 وانضم إلى الإتحاد الدولي لكرة القدم في 1964 بينما انضم إلى الاتحاد الأفريقي لكرة القدم في 1965.
وهو الاتحاد المسؤول عن تنظيم مسابقات كرة القدم في ليبيا لجميع الفئات السنية ومختلف المناطق ويتبع الاتحاد العام الليبي لكرة القدم للجنة الأولمبية الليبية والتي بدورها هي المسؤولة عن تنظيم مختلف البظولات والمسابقات الرياضية في جميع الألعاب الرياضية وللإتحاد العام إتحادات فرعية تتبعه في أغلب مناطق ليبيا وتأسس الاتحاد العام الليبي لكرة القدم سنة 1962 وانضم للإتحاد الدولي لكرة القدم الفيفا 1963.
يرأس الاتحاد حالياً عبد المولى المغربي منذ العام 2025.

## المسابقات التي ينظمها الاتحاد
- دوري الدرجة الأولى الليبي لكرة القدم
- دوري الدرجة الثانية الليبي لكرة القدم
- دوري الدرجة الثالثة لكرة القدم
- كأس ليبيا لكرة القدم
- دوري كرة القدم للفئات السنية الصغرى (براعم وأشبال وأواسط) للدرجات الأولى والثانية والثالثة

## حالة ما بعد الثورة
خلال الحرب الأهلية الليبية 2011 ، واصل فريق كرة القدم اللعب ، وأكمل مباراته في تصفيات كأس الأمم الإفريقية 2012 ضد موزمبيق خلف أبواب مغلقة على أرض محايدة في القاهرة.

## روابط خارجية
- الموقع الرسمي
- باللغة العربية الاتحاد الليبي لكرة القدم السابق
- ليبيا على موقع الفيفا
- ليبيا على موقع الكاف